# Xylophanes caissa
Xylophanes caissa is een vlinder uit de familie van de pijlstaarten (Sphingidae). De wetenschappelijke naam van de soort is voor het eerst geldig gepubliceerd in 1931 door Bruno Gehlen..